# Wolkrange
Wolkrange (Luxemburgs: Wolker of Woulker, Waals: Wåclindje, Duits: Wolkringen) is een plaats in de Belgische provincie Luxemburg en een deelgemeente van Messancy in het arrondissement Aarlen. Ten zuiden van het dorpscentrum van Wolkrange ligt het gehucht Buvange.

## Geschiedenis
De parochie van Wolkrange was vroeger afhankelijk van de oude Église Sainte-Croix, die zich langs de weg Aarlen-Longwy, ten noordoosten van het dorp, bevond en een aantal omliggende dorpen en gehuchten bediende. In Wolkrange zelf bevond zich een kapel, gewijd aan Sint-Sebastiaan, die in de 17de eeuw werd verbrand maar heropgebouwd.
Op de Ferrariskaart uit de jaren 1770 is het dorp weergegeven als Wolckringen, en is ten noordoosten een gehucht Ste. Croix met de parochiekerk (op de kaart Eglise Paroissiale de Wolckringen). De kerk raakte in verval en werd op het eind van het ancien régime ontwijd. Enkele jaren later werden nieuwe parochiegrenzen bepaald. Wolkrange, Buvange en Sesselich vormden een nieuwe parochie en de kapel werd de parochiekerk. Op bestuurlijk vlak werd Wolkrange ondergebracht in de gemeente Hondelange.
In 1826 werd een nieuwe kerk gebouwd, opnieuw gewijd aan het Heilig Kruis. De gemeente Wolkrange ontstond in 1922, toen ze werd afgesplitst van de gemeente Hondelange. Tot de nieuwe gemeente behoorden ook Buvange en Sesselich.
Bij de gemeentelijke herindeling van 1977 werd Wolkrange een deelgemeente van Messancy. Sesselich werd naar de gemeente Aarlen overgeheveld.

## Demografische ontwikkeling
- Bronnen:NIS, Opm:1831 tot en met 1970=volkstellingen

## Bezienswaardigheden

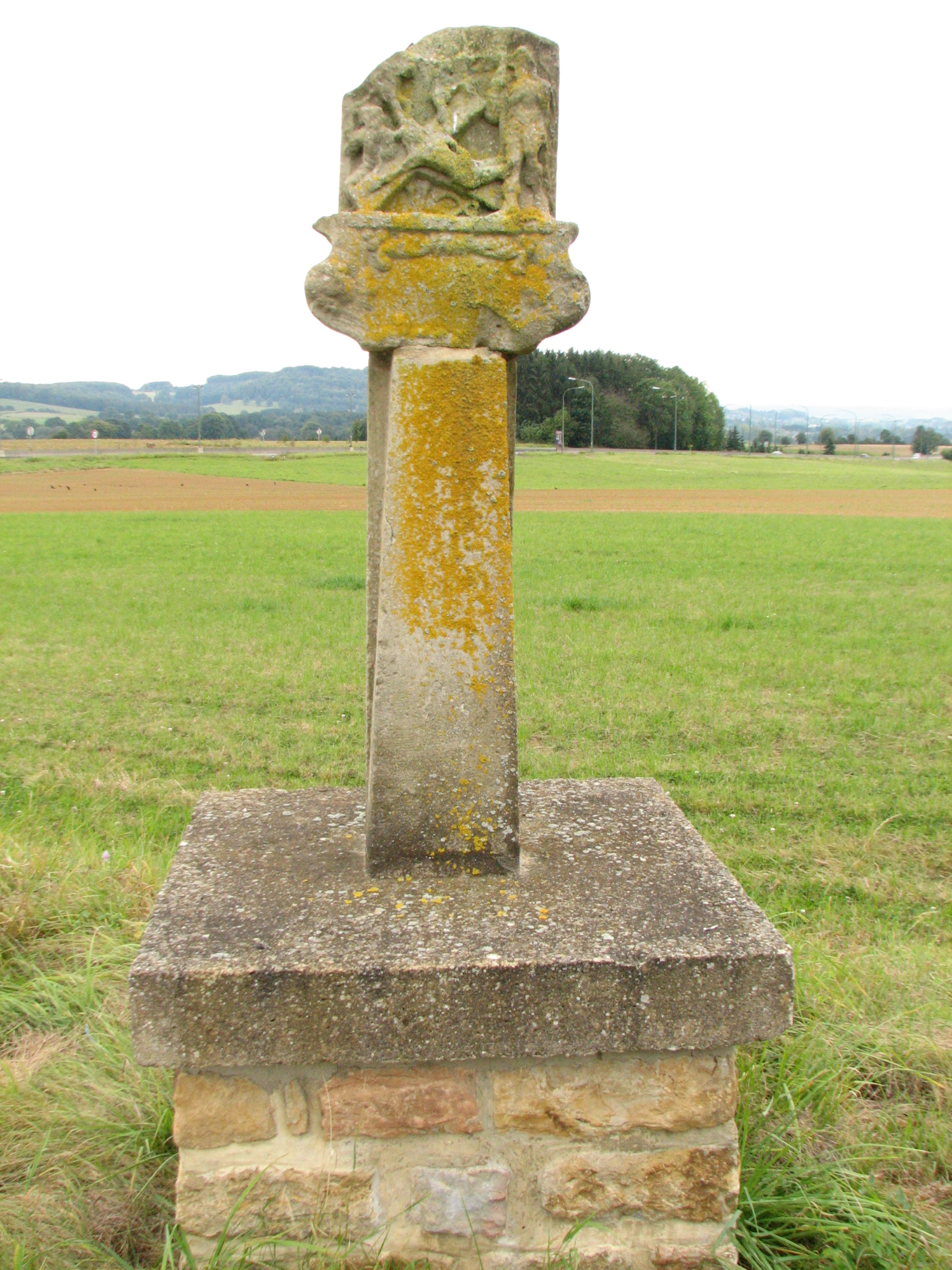
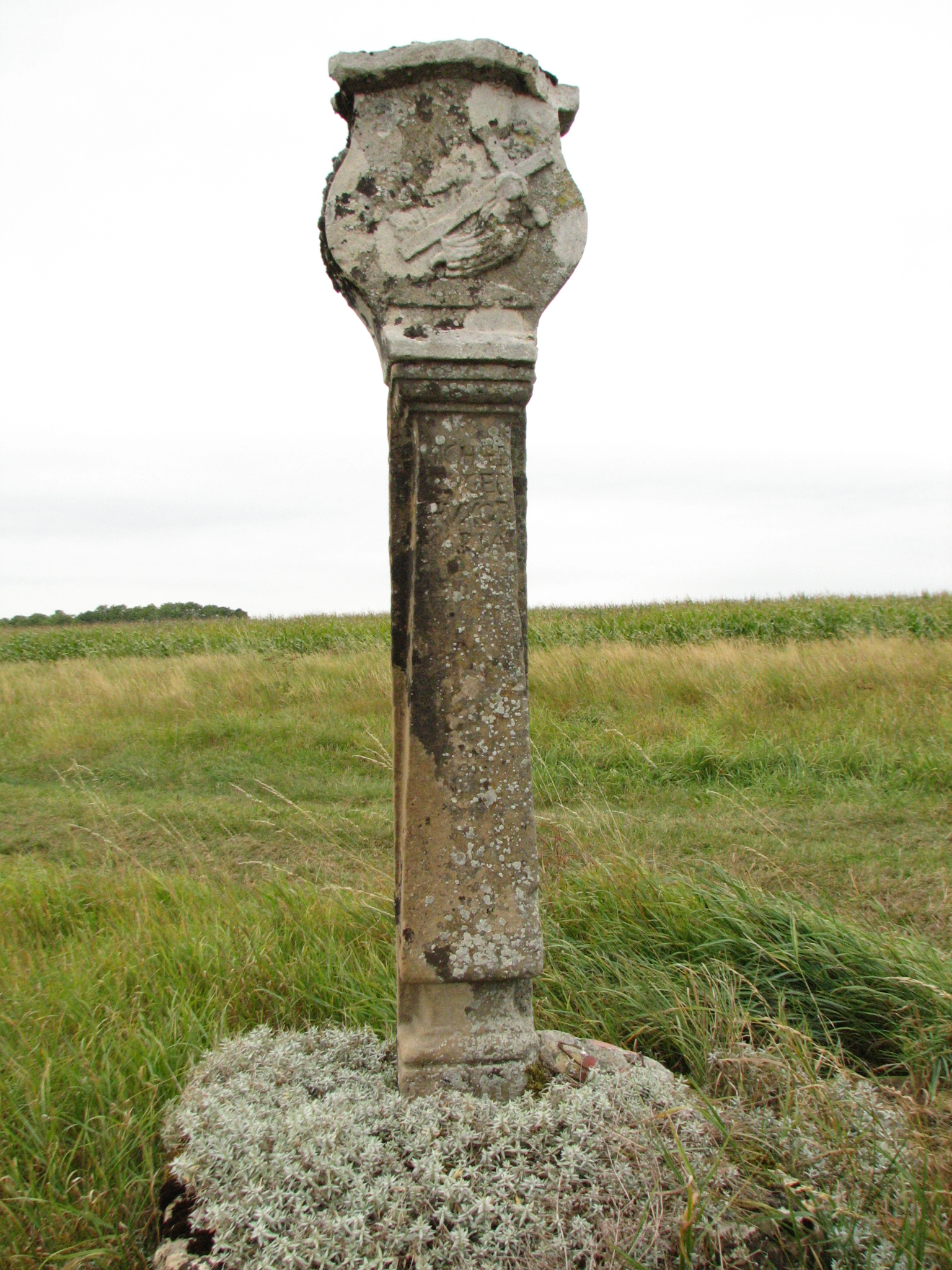
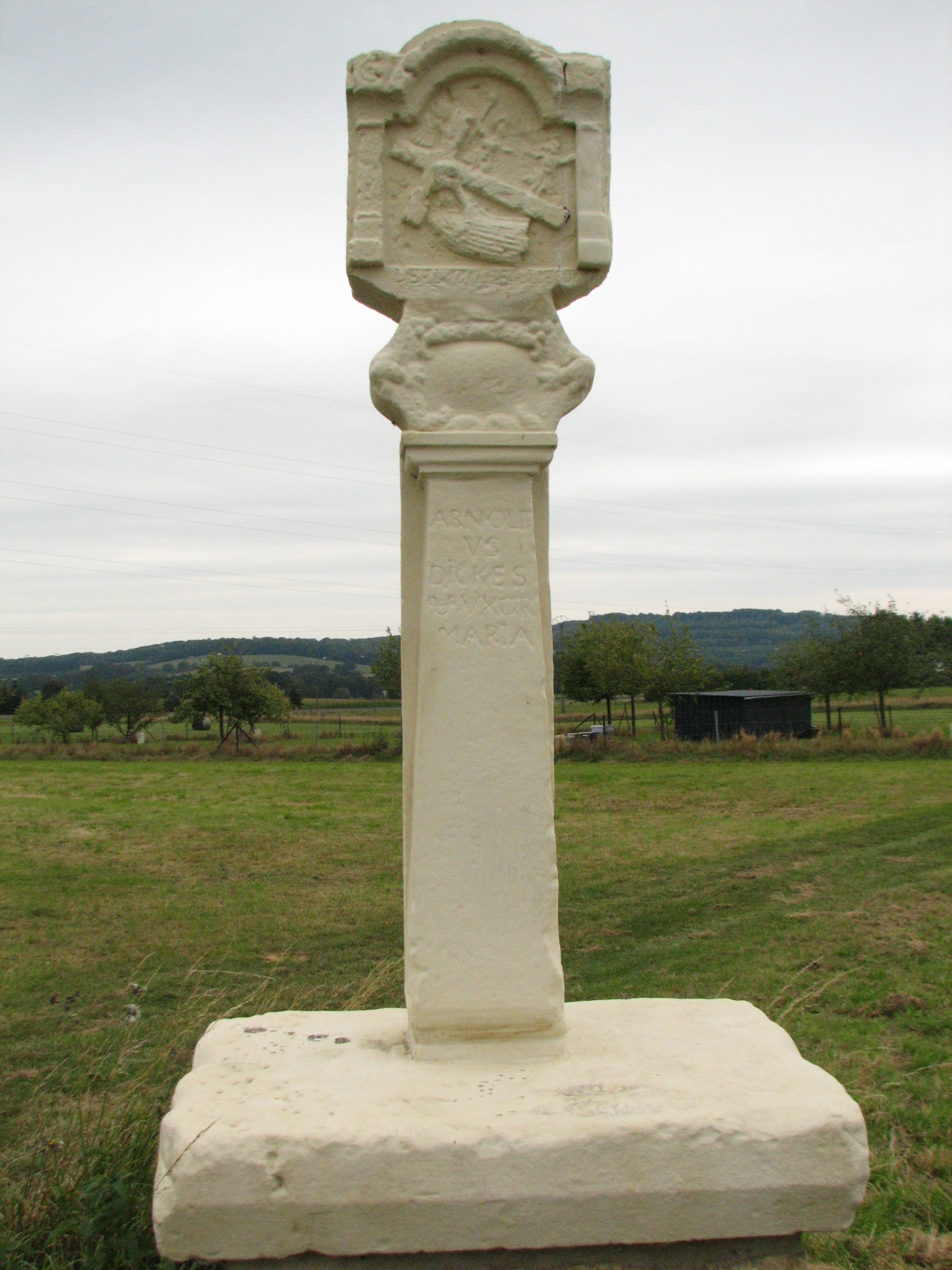
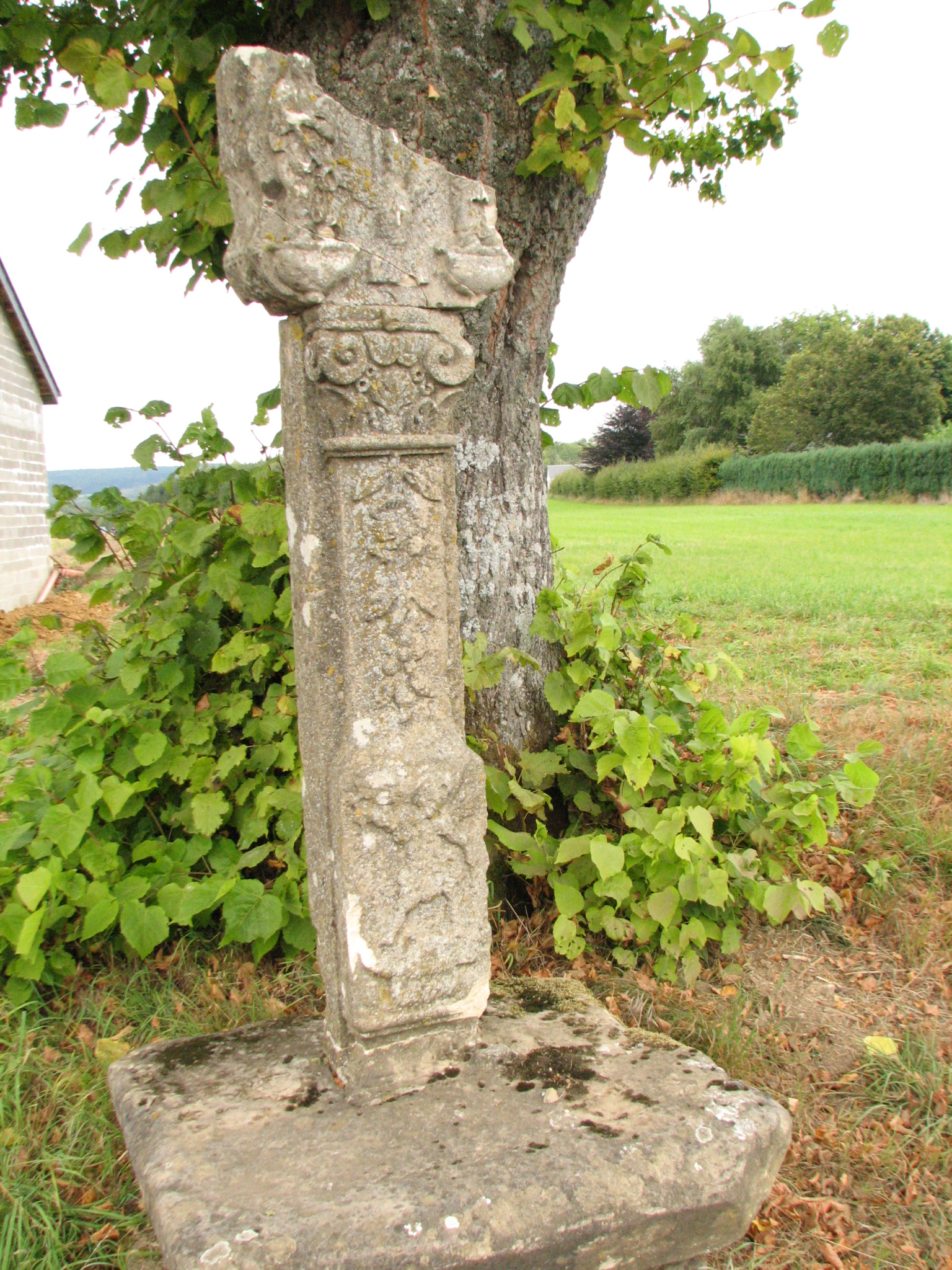

- De Église Sainte-Croix

Deelgemeenten: Habergy · Hondelange · Messancy · Sélange · Wolkrange

Overige dorpen: Bébange · Buvange · Differt · Guelff · Longeau · Turpange

Belgische gemeenten · Arrondissement Aarlen · Luxemburg · Wallonië